# Drini

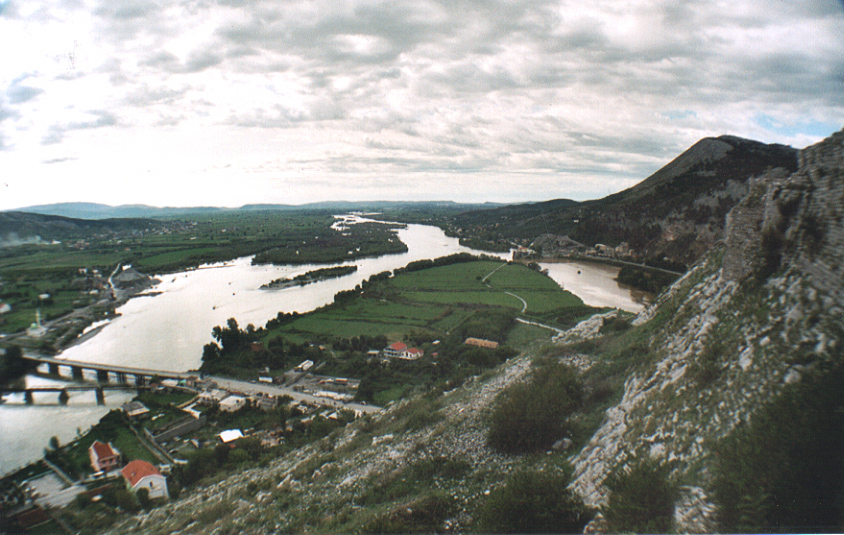
Floden Drini förenas med floden Buna

Drini, /driːn/; albanska: Drini eller Drin, makedonska: Дрим, romaniserat: Drim, är en flod i södra och sydöstra Europa med två utlopp, varav ett rinner ut i Adriatiska havet och den andra i Buna. Dess upptagningsområde sträcker sig över Albanien, Kosovo, Grekland, Montenegro och Nordmakedonien. Floden och dess bifloder bildar bukten Gjiri i Drinit, ett havsbäcken som omfattar den norra albanska Adriatiska havets kust.
Flodbäckenet är beläget på Balkanhalvön vid mötet mellan Europa och Asien. Den har varierade klimat och topografi och en stor mängd växter och djur. Dessutom har den erkänts som en av de viktigaste hetfläckarna för biologisk mångfald i Europa. Drindeltat klassificeras som ett viktigt fågelområde av internationell betydelse genom att det finns med i BirdLife Internationals konvention.
Mätt från källan till Vita Drin är flodens längd 335 km, vilket gör den till den längsta floden i Albanien. Svarta Drini rinner ut från Ohridsjön nära Struga och rinner genom östra Albanien och västra Nordmakedonien. Vita Drini kommer från berget Zhleb, norr om staden Peja i Kosovo, och rinner därifrån till Albanien.
Bassängen omfattar de gränsöverskridande delbäckena till sjön Shkodër (södra Europas största sjö), Ohridsjön (en av de äldsta sjöarna i världen), Prespasjön Lilla Prespasjön och även bifloderna, Svarta Drini, Vita Drini och Buna. Alla dessa bifloder är hem för många arter av däggdjur, kärlväxter, insekter, amfibier, fiskar och fåglar.
Floden Drini hette Drinus eller Drilon under antiken.